# Yahoo Sports Boxer des Jahres
Yahoo Sports zeichnet unter anderem den Weltboxer des Jahres aus. In der folgenden Tabelle sind bis auf 2009 alle Boxer aufgelistet, die mit diesem Preis ausgezeichnet wurden:
| Weltboxer des Jahres | Weltboxer des Jahres | Weltboxer des Jahres |
| Jahr                 | Boxer                | Nationalität         |
| -------------------- | -------------------- | -------------------- |
| 2008                 | Manny Pacquiao       | Philippinisch        |
| 2009                 | n. a.                | n. a.                |
| 2010                 | Sergio Martínez      | Argentinisch         |
| 2011                 | Andre Ward           | US-amerikanisch      |
| 2012                 | Nonito Donaire       | Philippinisch        |
| 2013                 | Floyd Mayweather Jr. | US-amerikanisch      |
| 2014                 | Gennadi Golowkin     | Kasachisch           |
| 2015                 | Gennadi Golowkin (2) | Kasachisch           |
| 2016                 | Carl Frampton        | Britisch             |
| 2017                 | Terence Crawford     | US-amerikanisch      |
| 2018                 | Oleksandr Ussyk      | Ukrainisch           |